# Битва при замку Іттер
Битва при замку Іттер відбулася 5 травня 1945 року в австрійському селі Іттер у Північному Тіролі в останні дні Другої світової війни на західноєвропейському театрі воєнних дій.
Війська 23-го танкового батальйону 12-ї бронетанкової дивізії XXI корпусу США на чолі з капітаном Джоном С. «Джеком» Лі-молодшим, низка солдатів вермахту на чолі з майором Йозефом «Зеппом» Ганґлем, гауптштурмфюрером СС Куртом-Зігфрідом Шредером і нещодавно звільнені французькі військовополонені захищали замок Іттер від наступаючої 17-ї танково-гренадерської дивізії СС до прибуття підмоги від американського 142-го піхотного полку 36-ї дивізії XXI корпусу США.
Серед французьких в'язнів були колишні прем'єр-міністри, генерали, зірка тенісу Жан Боротра та сестра Шарля де Голля. Це один із двох відомих випадків війни, коли американці та німці воювали пліч-о-пліч, інший — операція «Ковбой». Популярні розповіді про битву називають її найдивнішою битвою Другої світової війни.

## Битва
Невдовзі після прибуття підкріплення загін зі 100—150 солдатів Ваффен-СС на чолі з Георгом Бохманом, які займали деякі пагорби поблизу міста, вирішили розпочати атаку. Лі наказав французьким полоненим сховатися, але вони залишилися на вулиці та билися разом з американськими солдатами та солдатами Вермахту. Всю ніч захисникам дошкуляла розвідувальна група, відправлена для оцінки їхньої сили та дослідження фортеці на наявність слабких місць. Перед початком основного штурму Ґангль зміг зателефонувати Алоїзу Майру, лідеру австрійського Руху опору у Верглі, і попросити підкріплення.
Вранці 5 травня почалася атака сил Вермахту. Танк «Шерман» надавав кулеметну вогневу підтримку захисникам, поки не був знищений вогнем німців з 88-мм гармати ; на той час у ньому перебував лише радист, який прагнув відремонтувати несправну радіостанцію танка; він не зазнав ушкоджень.
Тим часом опівдні до 142-го полку нарешті дійшла звістка про жахливе становище захисників, і було відправлено сили допомоги. Усвідомлюючи, що він не зміг надати 142-му повну інформацію про ворога та його дислокацію до того, як зв'язок був розірваний, Лі прийняв пропозицію тенісної зірки Боротри проскочити через стіну замку та пройти через рукавицю опорних пунктів СС і засідок, щоб доставити його. Зірку тенісу впізнав Рене Левек, франко-канадський репортер, який служив у 142-му полку, а згодом став прем'єр-міністром канадської провінції Квебек. Боротра попросив американську військову форму, а потім приєднався до сил, оскільки поспішав дістатися до в'язниці, перш ніж її захисники залишаться без боєприпасів.
Сили допомоги прибули близько 16:00, і СС були швидко розбиті. За повідомленнями, було взято близько 100 полонених солдатів СС. Французьких полонених евакуювали до Франції того ж вечора, й вони досягли Парижа 10 травня.

## Наслідки та історичне значення
За службу в обороні замку Лі отримав Хрест за заслуги.
Ґангль загинув під час бою від кулі снайпера, намагаючись уберегти від небезпеки колишнього прем'єр-міністра Франції Поля Рейно і був вшанований як австрійський національний герой; його іменем названо вулицю у Верглі. Він був єдиним захисником, який загинув під час бою, хоча четверо інших були поранені. Популярні розповіді про битву назвали її найдивнішою битвою Другої світової війни. Битва відбулася через п'ять днів після того, як Адольф Гітлер покінчив життя самогубством і лише за два дні до підписання Акту про беззастережну капітуляцію Німеччини.